# ألبرت يونغ
ألبرت يونغ (بالإنجليزية: Albert Young)‏ (11 سبتمبر 1917 بكارليون في المملكة المتحدة - 1 يناير 2013 بتشيلمسفورد في المملكة المتحدة) هو لاعب كرة قدم بريطاني (وحمل سابقاً جنسية المملكة المتحدة لبريطانيا العظمى وأيرلندا) في مركز الدفاع. لعب مع سويندون تاون ونادي أرسنال ونادي تشيلمسفورد.